# Mestosoma schindleri
Mestosoma schindleri är en mångfotingart som beskrevs av Kraus 1956. Mestosoma schindleri ingår i släktet Mestosoma och familjen orangeridubbelfotingar. Inga underarter finns listade i Catalogue of Life.